# Benediktinerabtei Tournus
Die Benediktinerabtei Tournus ist ein ehemaliges Benediktinerkloster in der burgundischen Stadt Tournus in Frankreich.

## Geschichte

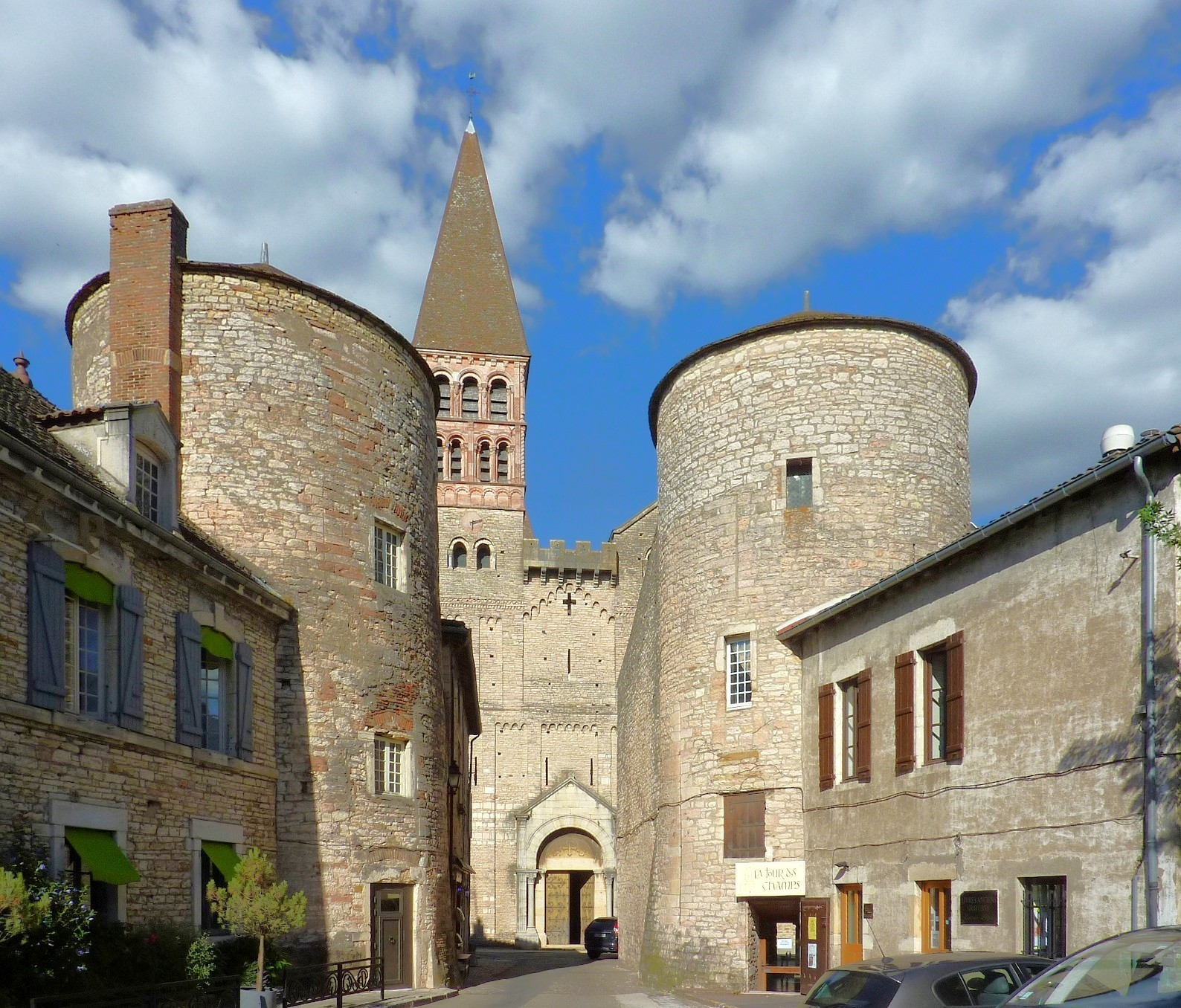
Benediktinerabtei Tournus, Befestigungstürme vor der Abteikirche

Das Kloster wurde an der Stelle errichtet, an der der Heilige Valerian bestattet war, der 178 das Martyrium für den Christusglauben erlitt.
875 siedelte hier Karl der Kahle Benediktinermönche an, die von ihrer früheren, von den Normannen bedrohten Abtei Noirmoutier auf einer Atlantikinsel vor der Loire-Mündung die Reliquien des Heiligen Philibert mitbrachten. Vorher machten sie eine Zwischenstation in Notre Dame de Cunault an der Loire, wo an einer Bündelsäule des Mittelschiffs auf einem Kapitell in halber Höhe Szenen aus dem Leben des Heiligen Philibert dargestellt sind. Die bestehende Kirche von Tournus wurde damals für das neue Kloster vergrößert. 937 wurden das Kloster und die Kirche jedoch zerstört und nach 949 wiedererbaut. Im Jahr 1007 brannten große Teile des Klosters nieder, die Klosterkirche wurde etwa ab 1020 erneut errichtet. Am 11. Februar 1120 wurde das neue Kirchengebäude durch Papst Calixt II. geweiht.
1627 wurde das Benediktinerkloster aufgelöst und durch ein Kanoniker-Stift ersetzt. Dieses wurde 1785 ebenfalls aufgelöst. 1790 fiel der Besitz durch die Französische Revolution (1789–1799) an die Stadt Tournus. Ab 1802 konnten in der Kirche wieder Gottesdienste abgehalten werden. Von 1841 bis 1851 wurde die Kirche unter Leitung des Architekten Charles-Auguste Questel restauriert.

## Klosterbauten

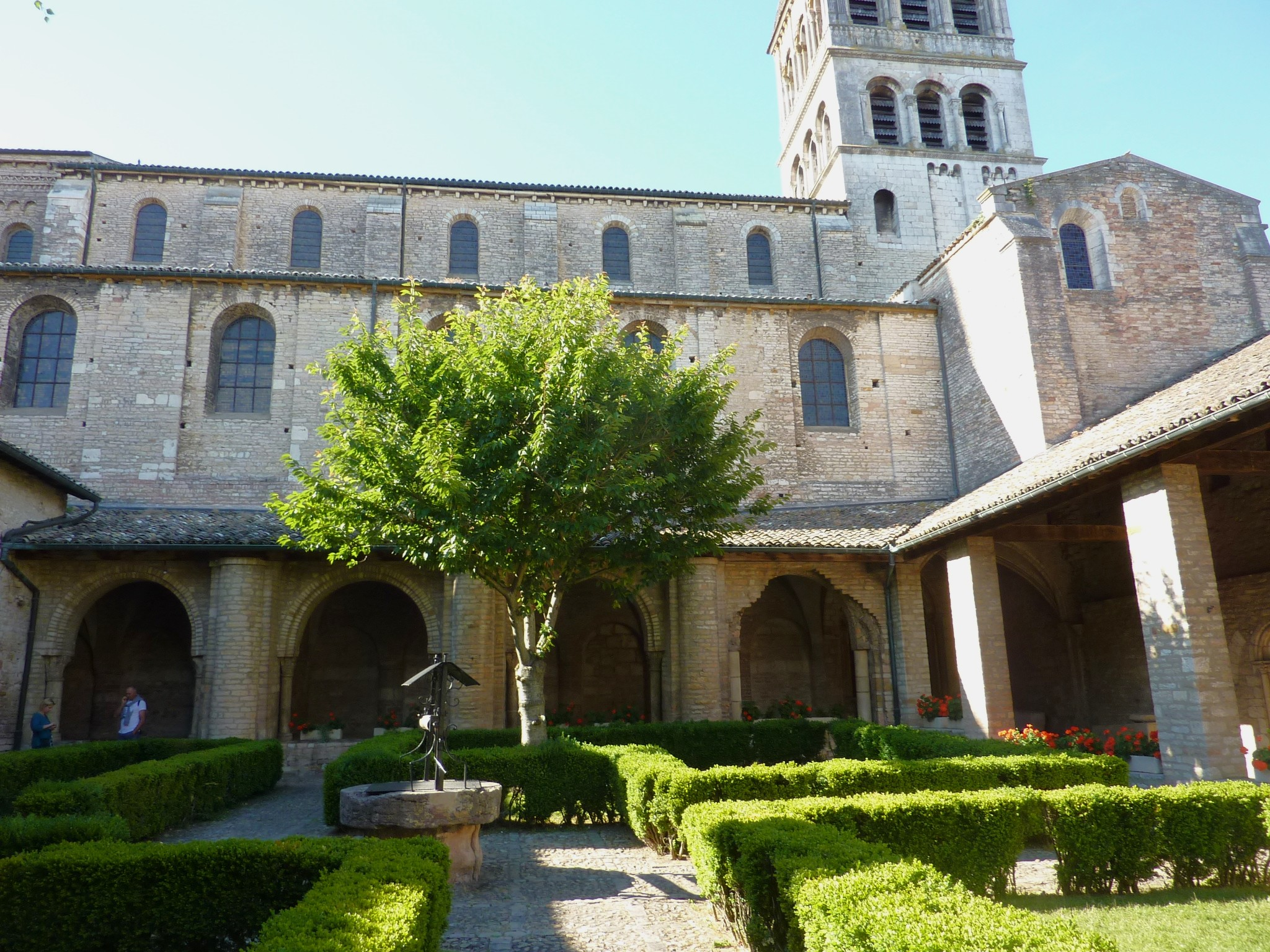
Kreuzgang

Die Abteikirche ist als Monument historique (‚historisches Denkmal‘) denkmalgeschützt. Weitere geschützte Teile des ehemaligen Klosters sind die Ziegelei (tuilerie du Moutier) aus dem 16. Jahrhundert, der Turm der Trésorier (auch Aumonerie) aus dem 17. Jahrhundert, Reste der alten Schutzmauer, der Turm von Quincampoix und die Kurtine, die sich im Osten daran anschließt, die beiden Türme am Eingang zur Klosteranlage, der Turm namens Le Portier an der Ecke der Rue Fénelon, die Reste des frühromanischen Kreuzgangs mitsamt dem Brunnen und der Arkade, die „Flucht nach Ägypten“ (la fuite en Egypte) genannt wird, außerdem das zweigeschossige Abtshaus aus dem 15. Jahrhundert, der dreischiffige Kapitelsaal aus dem 13. Jahrhundert, das Refektorium und zwei alte Weinkeller aus dem 12. Jahrhundert, die Les Grandes Caves (‚die großen Keller‘) genannt werden.

### Klosterkirche
Diese Kirche gehört zu den bedeutendsten frühromanischen Sakralbauten Frankreichs. Sie wurde ab 1000 gebaut und 1019 geweiht. Die Seitenschiffsjoche sind mit Kreuzgratgewölben geschlossen. Das Querhaus wird von der Kuppel des Vierungsturmes aus dem 12. Jahrhundert beherrscht.